# Moje učitelka chobotnice
Moje učitelka chobotnice, v anglickém originálu My Octopus Teacher, je jihoafrický celovečerní dokumentární film režisérů Pippy Ehrlich a Jamese Reeda. Film dokumentuje rok, během kterého filmař Craig Foster navázal vztah s divokou chobotnicí pobřežní v jihoafrickém chaluhovém lese. Na 93. ročníku udílení Oscarů získal cenu za nejlepší dokumentární film.
Film měl premiéru dne 7. září 2020 na Netflixu.

## Obsah filmu
V roce 2010 se Foster začal volně potápět v chladném podmořském chaluhovém lese na odlehlém místě ve False Bay poblíž Kapského Města v Jihoafrické republice. Své zážitky začal dokumentovat a časem objevil zvědavou mladou chobotnici, která ho zaujala. 
Film ukazuje Fosterův vztah s chobotnicí, kterou sleduje téměř rok. Vytvoří si mezi nimi pouto, kdy si s Fosterem hraje a dovolí mu nahlédnout do jejího světa, aby viděl, jak spí, žije a jí. Foster vnímá chobotnici jako svou mentorku, která mu dala lekci o křehkosti života a spojení člověka s přírodou. Foster si díky tomu vytváří hlubší pouto se svým synem, věnujícímu se potápění a studiu mořské biologie.

## Ocenění a nominace
| Ocenění                                           | Kategorie                                             | Nominovaní                                | Výsledek  |
| ------------------------------------------------- | ----------------------------------------------------- | ----------------------------------------- | --------- |
| Oscar                                             | Nejlepší dokument                                     | Pippa Ehrlich, James Reed a Craig Foster  | vítězství |
| American Cinema Editors Awards                    | Nejlepší střih celovečerního dokumentu                | Pippa Ehrlich a Dan Schwalm               | vítězství |
| Filmová cena Britské akademie                     | Nejlepší dokument                                     | Pippa Ehrlich, James Reed a Craig Foster  | vítězství |
| Cinema Audio Society Awards                       | Nejlepší střih zvuku celovečerního dokumentu          | Barry Donnelly a Charl Mostert            | nominace  |
| Cinema Eye Honors Awards                          | Cena diváků                                           | Pippa Ehrlich a James Reed                | nominace  |
| Cinema Eye Honors Awards                          | Vynikající úspěch v oblasti kamery                    | Roger Horrocks                            | nominace  |
| LabMeCrazy! Science Film Festival                 | Nejlepší dokument                                     | Pippa Ehrlich a Dan Schwalm               | vítězství |
| Critics' Choice Documentary Awards                | Nejlepší kamera                                       | Roger Horrocks                            | vítězství |
| Critics' Choice Documentary Awards                | Nejlepší dokument o vědě nebo přírodě                 | Moje učitelka chobotnice                  | vítězství |
| Critics' Choice Documentary Awards                | Nejlepší vyprávění                                    | Craig Foster                              | nominace  |
| Critics' Choice Documentary Awards                | Nejlepší dokument                                     | Moje učitelka chobotnice                  | nominace  |
| Directors Guild of America Awards                 | Vynikající režijní počin – dokumentární film          | Pippa Ehrlich a James Reed                | nominace  |
| EarthxFilm Festival                               | Nejlepší celovečerní film                             | Moje učitelka chobotnice                  | vítězství |
| GREEN SCREEN Wildlife Film Festival               | Nejlepší film                                         | Pippa Ehrlich a James Reed                | vítězství |
| GREEN SCREEN Wildlife Film Festival               | Nejlepší film o moři                                  | Pippa Ehrlich a James Reed                | vítězství |
| GREEN SCREEN Wildlife Film Festival               | Nejlepší příběh                                       | Pippa Ehrlich a James Reed                | vítězství |
| GREEN SCREEN Wildlife Film Festival               | Nejlepší nezávislá produkce                           | Pippa Ehrlich a James Reed                | nominace  |
| GREEN SCREEN Wildlife Film Festival               | Nejlepší hudba                                        | Kevin Smuts                               | nominace  |
| GREEN SCREEN Wildlife Film Festival               | Cena Heinze Sielmanna                                 | Pippa Ehrlich a James Reed                | nominace  |
| Guangzhou International Documentary Film Festival | Nejlepší režie dokumentu                              | Pippa Ehrlich a James Reed                | vítězství |
| Houston Film Critics Society Awards               | Nejlepší celovečerní dokument                         | Moje učitelka chobotnice                  | vítězství |
| International Documentary Association Awards      | Nejlepší hudba                                        | Kevin Smuts                               | vítězství |
| International Documentary Association Awards      | Nejlepší scénář                                       | Pippa Ehrlich a James Reed                | nominace  |
| International Documentary Association Awards      | Cena Pare Lorentza                                    | Pippa Ehrlich, James Reed a Craig Foster  | vítězství |
| Jackson Hole Film Festival                        | Cena Grand Teton                                      | Moje učitelka chobotnice                  | vítězství |
| Jackson Hole Film Festival                        | Nejlepší film o lidech a přírodě – dlouhý formát      | Moje učitelka chobotnice                  | vítězství |
| Jackson Hole Film Festival                        | Nejlepší film o vědě a přírodě – dlouhý formát        | Moje učitelka chobotnice                  | vítězství |
| Jackson Hole Film Festival                        | Nejlepší střih                                        | Pippa Ehrlich, Dan Schwalm a Jinx Godfrey | vítězství |
| Jackson Hole Film Festival                        | Nejlepší ekosystémový film – dlouhý formát            | Moje učitelka chobotnice                  | nominace  |
| Jackson Hole Film Festival                        | Nejlepší celovečerní film                             | Moje učitelka chobotnice                  | nominace  |
| Jackson Hole Film Festival                        | Nejlepší kamera                                       | Roger Horrocks a Craig Foster             | nominace  |
| Jackson Hole Film Festival                        | Nejlepší hudba                                        | Kevin Smuts                               | nominace  |
| Jackson Hole Film Festival                        | Nejlepší zvuková kulisa                               | Barry Donnelly                            | nominace  |
| Motion Picture Sound Editors Awards               | Nejlepší střih zvuku – Celovečerní dokument           | Barry Donnelly a Charl Mostert            | nominace  |
| Producers Guild of America Awards                 | Nejlepší producent dokumentárního celovečerního filmu | Craig Foster                              | vítězství |
| San Diego Film Critics Society Awards             | Nejlepší dokumentární film                            | Moje učitelka chobotnice                  | nominace  |
| St. Louis Film Critics Association Awards         | Nejlepší dokumentární film                            | Moje učitelka chobotnice                  | nominace  |